# Warped Kart Racers
Warped Kart Racers ist ein Crossover-Rennspiel, das von Electric Square unter Lizenz von 20th Century Games entwickelt und veröffentlicht wurde. Es enthält Elemente aus vier verschiedenen Zeichentrickserien von 20th Television Animation, darunter: Family Guy, American Dad, King of the Hill und Solar Opposites. Es wurde am 20. Mai 2022 exklusiv über Apple Arcade veröffentlicht.

## Gameplay
Warped Kart Racers besteht aus einem Rennspiel, das an Mario Kart und Crash Team Racing erinnert. Das Spiel bietet 16 Strecken und 20 spielbare Charaktere aus verschiedenen 20th Television Animation-Serien. Das Spiel enthält einen Online-Mehrspielermodus für acht Spieler sowie eine Einzelspielerkampagne mit täglichen Herausforderungen. Durch das Absolvieren dieser Herausforderungen können die Spieler neue Charaktere, Skins, Karts und Anpassungen freischalten.

## Entwicklung
Warped Kart Racers wurde von Apple am 3. Mai 2022 angekündigt und wurde am 20. Mai 2022 als Exklusivtitel über Apple Arcade veröffentlicht.

## Rezeption
Zack Zwiezen von Kotaku merkte an, dass das Spiel zwar ein klarer Mario-Kart-Klon sei, aber auch ein „spaßiger und gut gemachter mobiler Kart-Racer“ und dass das Fehlen von Mikrotransaktionen, die in den meisten mobilen Spielen aufgrund des Apple-Arcade-Abonnementmodells vorhanden sind, im Vergleich zu Mario Kart Tour günstig sei.
Kayleigh Partleton von Pocket Tactics lobte das Spiel und nannte es in einer positiven Rezension einen „fantastischen mobilen Kart-Racer“.